# Фюрербункер
Фюрербункер (Führerbunker) е наименованието на комплекс от подземни помещения в Берлин, намиращ се под Райхсканцеларията на Нацистка Германия, използван по време на Втората световна война. Построен е на два етапа, през 1936 г. и през 1944 г.
Този бункер е последното убежище на Адолф Хитлер през последните месеци от съществуването на национал-социалистическия режим в Германия – той се нанася в него на 16 януари 1945 г. Бункерът е използван и за щаб-квартира на фюрера. В него Хитлер се жени за Ева Браун на 29 април 1945 г., часове преди двамата да се самоубият.
Освен Хитлер го обитават и други нацистки лидери като Йозеф Гьобелс, министър на пропагандата, който също се самоубива в края на войната. Съветските окупатори унищожават наземните сгради, но подземният комплекс е запазен чак до 1988 – 1989 г., когато започва преустройството на района. Мястото остава необозначено до 2006 г., когато е поставена малка паметна плоча със схема. Някои коридори все още съществуват, но са запечатани и недостъпни.

## Строителство
Бункерът на Райхсканцеларията първоначално е построен като временно бомбоубежище за Хитлер, който всъщност прекарва много малко време в столицата през по-голямата част от войната. Зачестяващите бомбардировки над Берлин водят до разширяване на комплекса до импровизирано постоянно убежище. Сложният комплекс включва две отделни убежища: Форбункер (предният горен бункер), завършен през 1936 г., и Фюрербункер, разположен на 2,5 m под равнището на Форбункера и завършен през 1944 г. Те са свързани със стълбище, като достъпът между тях е ограничен от преграда и стоманен врата. Форбункерът се намира на 1,5 m под мазето на голяма приемна зала на старата Райхсканцелария на „Вилхелмщрасе“ 77. Фюрербункерът е на 8,5 m под градината на старата Райхсканцелария, на 120 m северно от новата Райхсканцелария на „Восщрасе“ 6. Освен че е по-дълбоко под земята, Фюрербункерът е значително по-укрепен. Покривът му е от 3 метра бетон. Тридесетина малки стаи са предпазени с дебел бетон, а изходите водят към главните сгради и един авариен изход в градината. Фюрербункерът е построен от компанията Hochtief като часто от обширна кампания по подземно строителство в Берлин, започнала през 1940 г.
Квартирата на Хитлер се намира в това ново ниско отделение и към февруари 1945 г. то вече е украсено с висококачествените мебели от Райхсканцеларията, заедно с няколко маслени картини. След стълбите към ниското отделение следва дълъг коридор с поредица от стаи от всяка страна. Вдясно се падат стаите за електроенергия, вентилация и телефон. Вляво са спалнята на Ева Браун (също известна като личната стая за гости на Хитлер), всекидневната на Хитлер и неговият офис. На стената виси голям портрет на Фридрих II, един от идолите на Хитлер. До скромната спалня на фюрера се намира конферентната зала с врата към антрето.
Комплексът е самодостатъчен. Уви, тъй като Фюрербункерът попада под нивото на подпочвените води, условията в него са неприятно влажни, а помпи работят постоянно за премахване на водата. Дизелов генератор произвежда електричество, а вода се изпомпва от воден кладенец. Комуникационните системи включват телекс, телефонно табло и военно радио с антена навън. С влошаването на ситуацията на Германия към края на войната, Хитлер получава голяма част от военните си новини от радиопредаванията на BBC.

## Втора световна война
Хитлер посещава бункера за пръв път на 25 ноември 1944 г. Той се нанася в него на 16 януари 1945 г., като периодично излиза на повърхността. На 15 март 1945 г. повече не излиза от него, с изключение на рождения си ден на 20 април, когато излиза, за да награди с Железен кръст членове на Хитлерюгенд за унищожени съветски танкове. На същия ден Берлин попада за пръв път под артилерийския обстрел на Съветския съюз. По това време бункерът е претъпкан, а въздушните атаки са особено чести.
На 22 април 1945 г., след като генералът от Вафен-СС Феликс Щайнер отказва да изпълни заповед на фюрера за нападане на съветски войски близо до Берлин, Хитлер избухва в ярост, признавайки за пръв път че войната е изгубена и обвинявайки генералите си за това.
На 29 април 1945 г. в полунощ Хитлер се жени за Ева Браун във Фюрербункера с малка гражданска церемония. След това отива в друга стая със секретарската си Траудъл Юнге, където ѝ издиктува своето завещание. Сутринта на 30 април 1945 г. Хитлер е информиран от Вилхелм Монке, че защитата на Берлин няма да издържи повече от още два дни. Следобед Хитлер решава да сложи край на живота си, застрелвайки се в главата. Ева Браун се отравя с цианид. Телата им за изгорени в градината. На 1 май Йозеф и Магда Гьобелс се самоубиват в градината на бункера, след като инжектират всичките си деца с цианид.
Малко след полунощ на 2 май 1945 г. съветските войски прихващат последното радиосъобщение от Фюрербункера. Генералите Ханс Кребс и Вилхелм Бургдорф се самоубиват в бункера. На сутринта съветските войски превземат Райхсканцеларията. Електротехникът Йоханес Хентшел е последният останал в бункера, след като всички останали или се самоубиват, или избягват. Той се предава на Червената армия в 9 часа сутринта на 2 май. На следващия ден са открити телата на мъртвите деца на Гьобелс.
След края на войната, Райхсканцеларията е разрушена на 5 декември 1947 г., а входовете на бункера и вентилационните му шахти са взривени. През 1952 г. правителството на ГДР се опитва да унищожи целия бункер, но само една част от него пропада. През 1988 г. на територията на бункера започва строителството на жилищен комплекс. В днешно време на негово място е разположен паркинг.